# Bartolomé Pérez

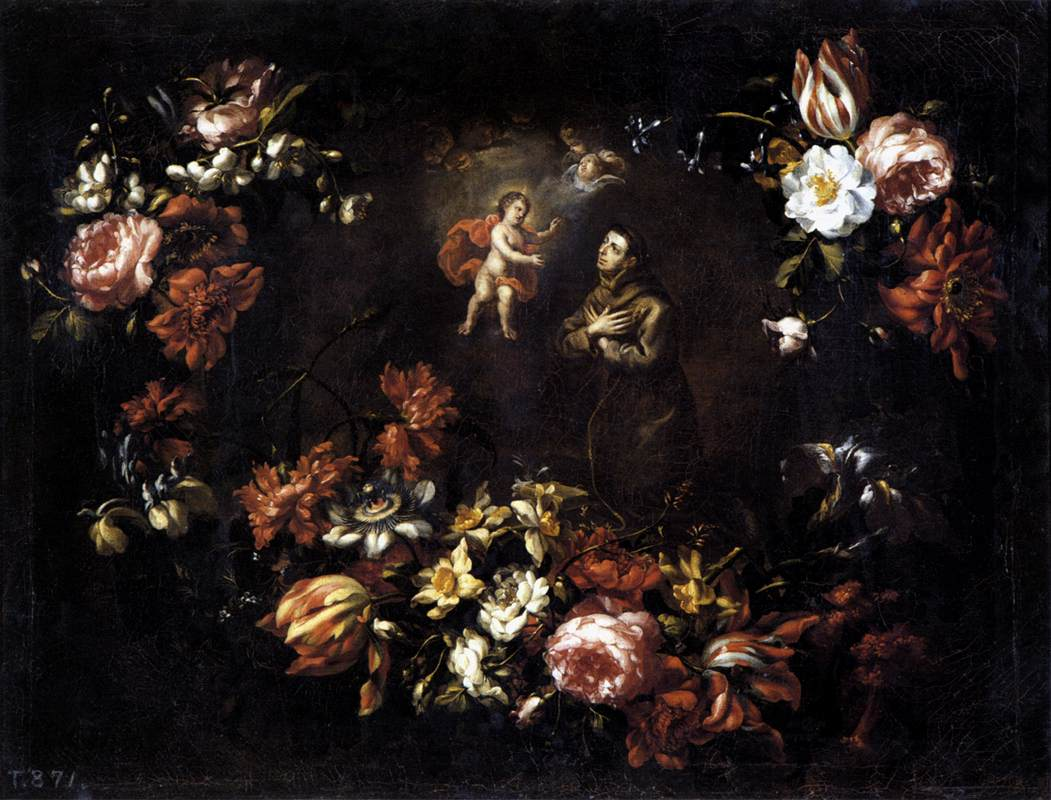
Bartolomé Pérez: Blumengirlande mit dem hl. Antonius von Padua, 1689, Öl auf Leinwand, 65 × 84 cm, Prado, Madrid

Bartolomé Pérez de la Dehesa, kurz Bartolomé Pérez (* um 1634 vermutlich in Madrid; † 26. Januar 1698 ebenda), war ein spanischer Maler, Freskant und Bühnenbildner der Madrilener Schule des Barock, der vor allem für seine Blumenmalerei bekannt ist.

## Leben
Er wurde wahrscheinlich 1634 in Madrid geboren, eine Gewissheit über Geburtsjahr und -ort gibt es bisher jedoch nicht. Auch über seine Ausbildung ist nichts bekannt. Es wird jedoch oft angenommen, dass er ein Schüler des bedeutenden Blumen- und Hofmalers Juan de Arellano war, dessen Schwiegersohn Bartolomé Pérez im Dezember 1663 wurde, als er Juana de Arellano heiratete. Der erste Sohn des Paares, José Pérez (* 1665), wurde ebenfalls Blumenmaler.

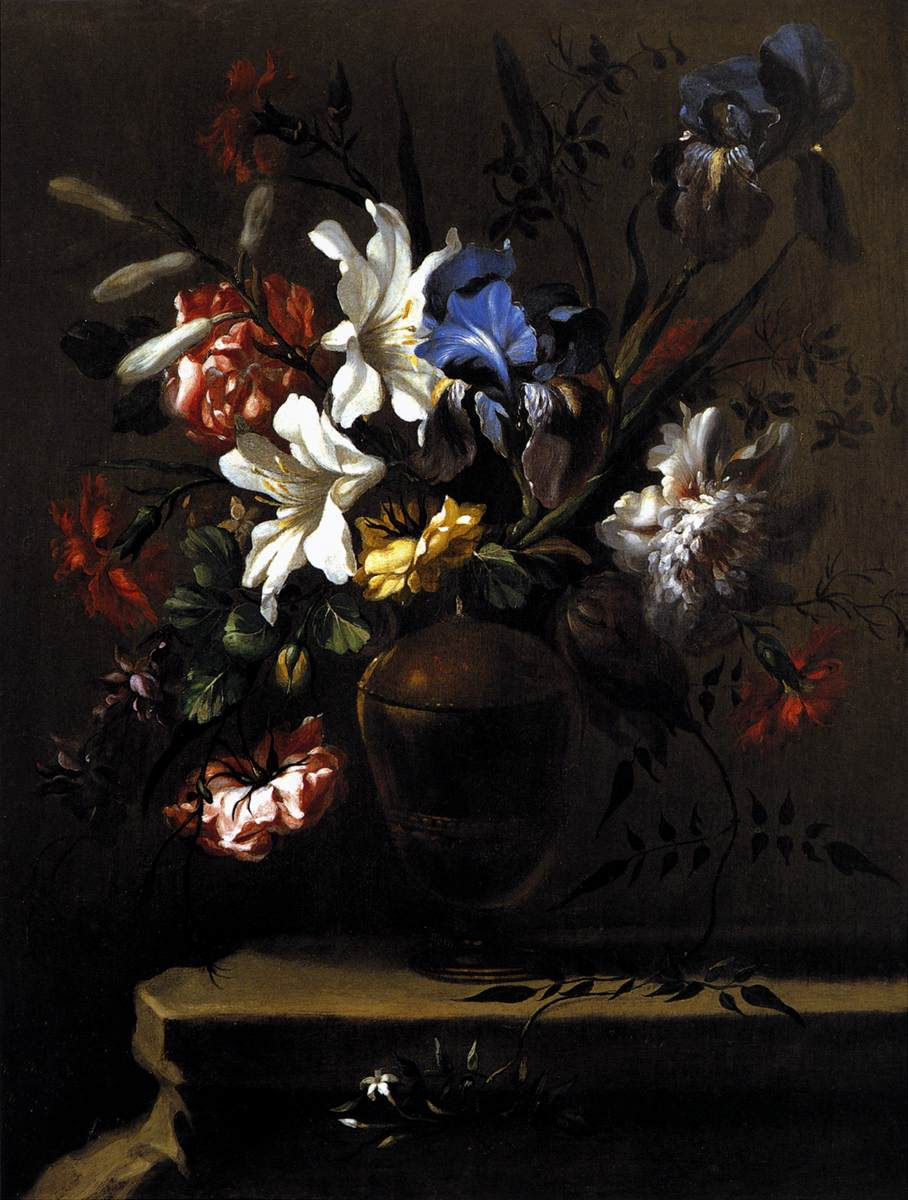
Blumenvase, um 1680, Öl auf Leinwand, 55 × 42 cm, Privatsammlung

Zum ersten Mal dokumentarisch erwähnt wird Pérez 1659 als Zeuge für das Testament des Malers Mateo González de Vega.
Pérez soll ein angenehmer, liebenswürdiger und guter Mensch gewesen sein und hatte wie sein Schwiegervater gute Beziehungen zum königlichen Hof. Er arbeitete als Bühnenbildner und -maler für das Hoftheater (“coliseo”) des Palacio del Buen Retiro und sein Bruder Mateo war Majordomo der Königin.
Seine Blumen-Stillleben und Girlandenbilder verschiedener Heiliger waren sehr gefragt und er malte auch Freskendekorationen, von denen jedoch nichts erhalten ist. Außer für private und adlige Kunden arbeitete er für kirchliche Auftraggeber. Häufig wurde er als Fachmann konsultiert, um die Gemälde anderer Künstler zu schätzen.
1689 wurde Bartolomé Pérez schließlich zum königlichen Maler erhoben (“pintor del Rey”) und erhielt im selben Jahr zusammen mit dem Architekten José de Churriguera den Auftrag für die Ausgestaltung des sogenannten “camón del Rey”, des goldenen Schlafzimmers von Karl II. im Alcázar von Madrid. Dafür malte Pérez unter Mitwirkung seiner Werkstatt 55 Blumenbilder auf goldenem Grund, von denen nur etwa drei erhalten sind, zwei davon im Prado.
Als er 1698 im Treppenhaus im Palast des Herzogs von Monteleón an Dekorationen arbeitete, stürzte er vom Gerüst und starb kurz darauf am 26. Januar 1698 an den Folgen dieses Unfalls.

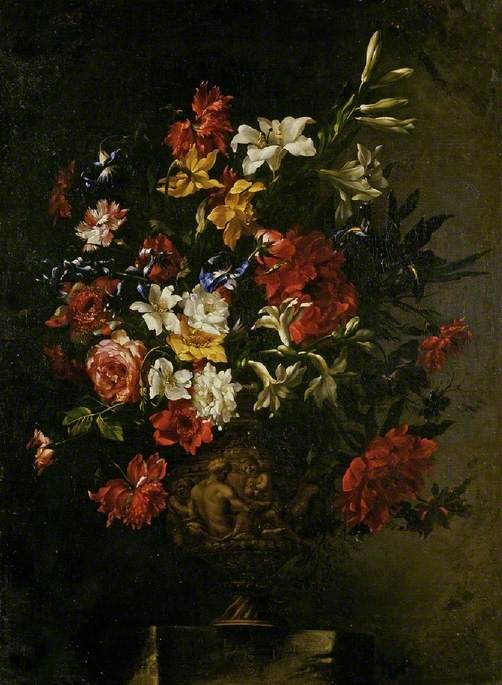
Blumen in einer Relief-Vase, Öl auf Leinwand, Fitzwilliam-Museum, Cambridge

Von Bartolomé Pérez sind zahlreiche Gemälde aus allen Phasen seines Wirkens erhalten, darunter auch signierte. Er war zunächst noch deutlich von Arellano beeinflusst – beispielsweise bei einigen Blumenkörben im Prado, die man früher für Werke von Arellano hielt, bevor man die Signatur von Pérez entdeckte –, entwickelte sich jedoch zu einem eigenständigen Künstler. Dabei nahm er auch Einflüsse von italienischen Vorbildern auf, insbesondere von der römischen und neapolitanischen Malerei. Seine Blumenkompositionen sind eingebettet in sehr dunkle tenebristische Hintergründe und weniger farbenfroh als die von Arellano. Sein Pinselstrich ist flüssig und weich und sein Kolorit warm, mit einem Schwerpunkt auf Rot, Rosa und Weiß, aber wenig dezentes Gelb und/oder Blau. Sein Umgang mit Licht und Schatten ist gekonnt und seine Kompositionen wirken ruhiger, weicher und farblich zurückhaltender als diejenigen von Arellano.
Besonders beliebt scheinen seine geistlichen Girlandenbilder gewesen zu sein, von denen jedenfalls eine ganze Reihe erhalten sind, davon mindestens vier im Prado. Man vermutet, dass er dabei nicht nur die Blumengirlanden, sondern auch die zentralen Szenen mit Heiligen wie Franziskus von Assisi, Antonius von Padua, Franz Xaver, Filippo Neri oder Teresa von Ávila selber malte, da überliefert ist, dass er auch Figuren gemalt haben soll. Laut Palomino malte Pérez auch die Figuren in die Girlanden seines Schwiegervaters Arellano.